# Aliança para uma Nova Humanidade
Aliança para uma Nova Humanidade é uma rede internacional de pessoas, com experiências diversas de vida, que querem ver uma mudança positiva ocorrer em todo o mundo. Foi lançada em Porto Rico, entre 11 e 14 de Dezembro de 2003, tendo como orador principal, o ex vice-presidente dos Estados Unidos, Al Gore.
O seu objetivo é conectar indivíduos conscientes, em uma rede humana global, para levar à criação de uma massa crítica que influencie, nacional e internacionalmente, no sentido de uma política que leve a uma humanidade mais solidária.
Ela veio à luz espontaneamente quando indivíduos com experiências diversas de vida, preocupados com as tendências desumanizantes que prevalecem em todo o mundo, se reuniram para avaliar a deterioração dos valores humanos. Eles concluíram que estas tendências foram causadas pelas desigualdades econômicas e sociais em aceleração, pelo terrorismo e pelas guerras, pela violência social, pela degradação ecológica e por uma generalizada propagação do medo social, frustração individual e falta de respeito pela vida.
Eles concluíram também que, como resultado de tais condições sociais, têm sido criada uma situação de indiferença para com os outros, reforçada pelos modelos materialistas adotados como princípios organizadores da sociedade, com a sua ênfase no egoísmo, na concorrência, na acumulação e no individualismo.
Existem atualmente cerca de 600 membros da organização.

## Membros fundadores
Os membros fundadores acreditam que muitas pessoas no mundo percebem a necessidade de um pensamento mais positivo – construtivo - buscando uma sociedade mais solidária e um tom de mídia menos sensacionalista. Os membros fundadores incluem:
- Oscar Arias Sánchez: ex-presidente da Costa Rica e ganhador do Prêmio Nobel da Paz de 1987
- Dr. Deepak Chopra: médico, filósofo, orador e escritor prolífico e considerado um dos maiores líderes do mundo no campo da medicina mente-corpo.
- Antonio Fas Alzamora: advogado, legislador e presidente do Senado de Porto Rico
- Baltasar Garzón: um dos mais ilustres magistrados no mundo de hoje e um líder na luta jurídica contra os violadores dos direitos humanos.
- Kerry Kennedy-Cuomo: advogada e ativista dos direitos humanos, ela tem liderado mais de quarenta delegações dos direitos humanos em mais de trinta países.
- Ashok Khosla: o fundador e presidente da organização Development Alternatives. Tem atuado como consultor para o Banco Mundial, Nações Unidas e várias outras agências governamentais e internacionais.
- Ricky Martin: Um grande artista internacional, que já vendeu mais de 30 milhões de álbuns em Espanhol e Inglês, e tem se apresentado para milhões de pessoas ao redor do globo.
- Sarah Ozacky-Lazar: co-diretor do Centro Judaico-Árabe para a Paz em Givat Haviva, Israel.
- Roberto Savio: fundador da Inter Press Service e secretário-geral da Society for International Development.
- Betty Williams: vencedor do Prêmio Nobel da Paz de 1976, ela é uma atuante ativista pela paz.